# Cymothoe concolor
Cymothoe concolor är en fjärilsart som beskrevs av Embrik Strand 1914. Cymothoe concolor ingår i släktet Cymothoe och familjen praktfjärilar. Inga underarter finns listade i Catalogue of Life.